# Pterocheilus pedicellatus
Pterocheilus pedicellatus är en stekelart som beskrevs av Richard Mitchell Bohart 1940. Pterocheilus pedicellatus ingår i släktet palpgetingar, och familjen Eumenidae. Inga underarter finns listade i Catalogue of Life.